# Tyrimnus leucographus
Tyrimnus leucographus (L.) Cass. – gatunek roślin z monotypowego rodzaju Tyrimnus z rodziny astrowatych. Jest szeroko rozprzestrzeniony w basenie Morza Śródziemnego – rośnie w południowej Europie od Hiszpanii po Grecję i Bułgarię, w południowo-zachodniej Azji w Turcji i Syrii oraz w północnej Afryce w Libii. Rośnie w miejscach suchych, choć często w pobliżu wybrzeży, na piaszczystych i skalistych nieużytkach, przydrożach, w winnicach, sadach oliwnych, w formacjach zaroślowych i w lasach iglastych.

## Morfologia

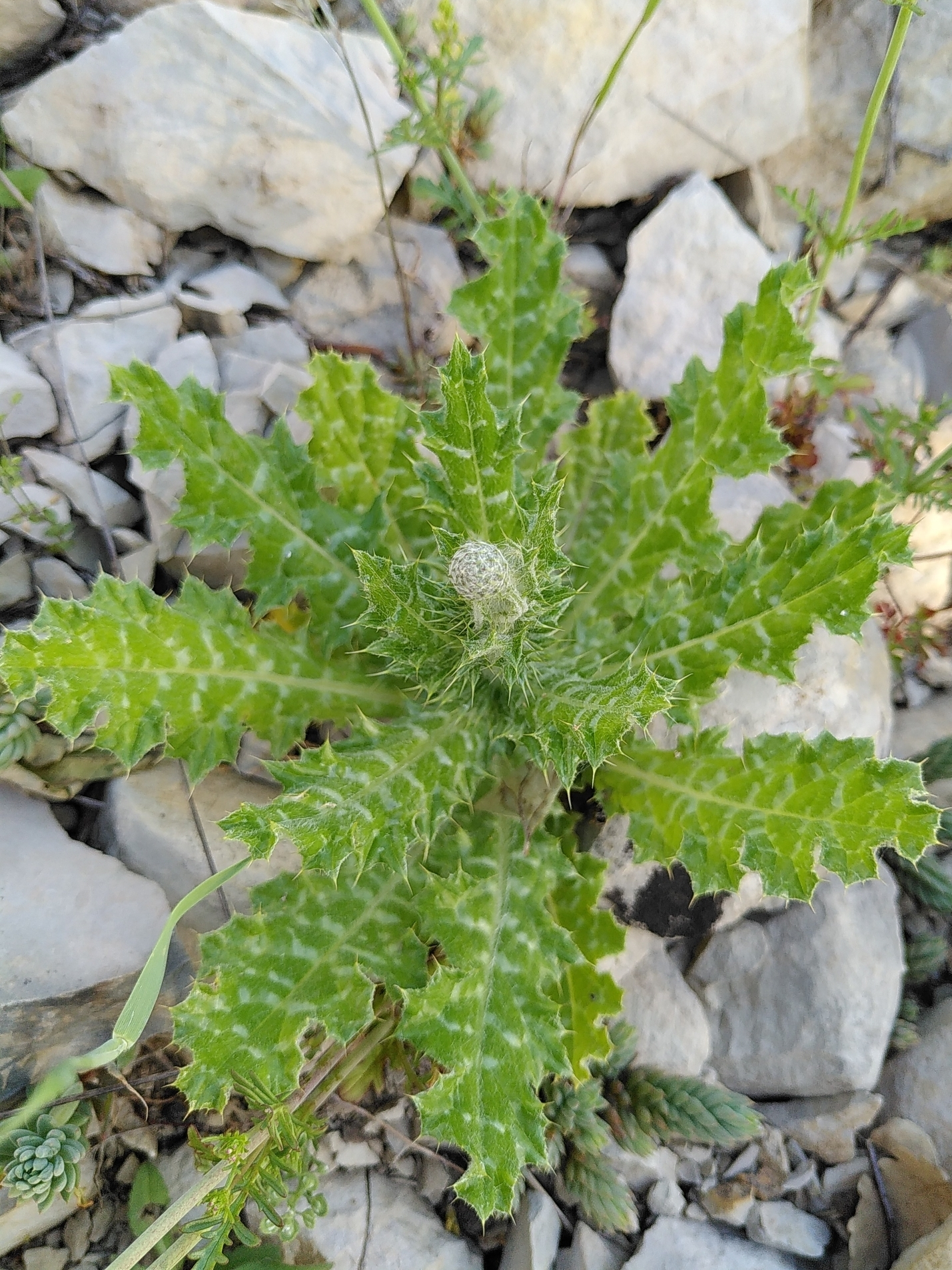
Rozeta liści przyziemnych

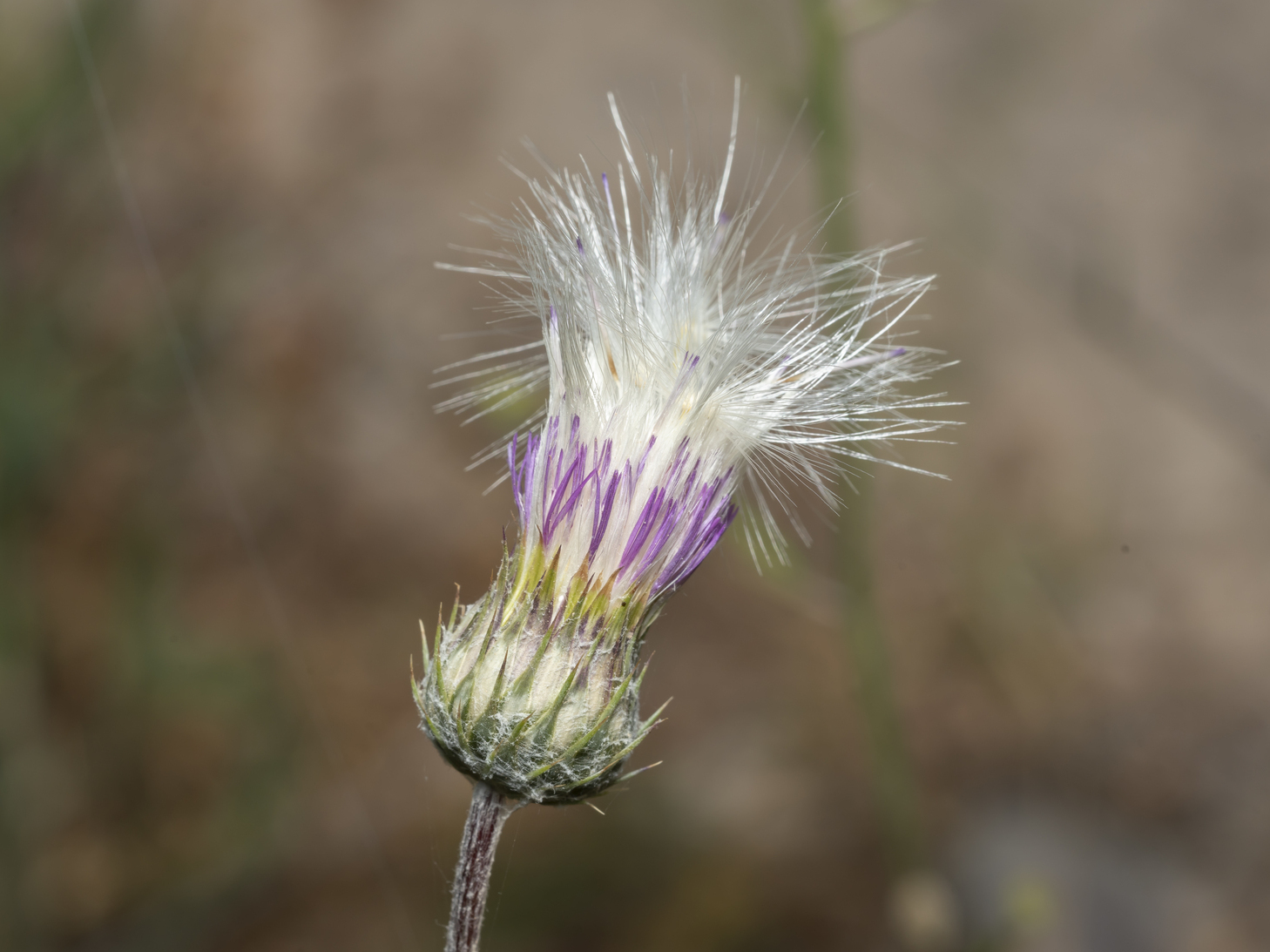
Koszyczek w czasie owocowania

PokrójKolczaste rośliny jednoroczne i dwuletnie. Łodyga oskrzydlona, kolczasta, osiągająca do 60 cm wysokości.
LiściePierzastowcinane, ząbkowane i kolczaste. Skupione w dolnej części pędu, który w górze (pod kwiatostanem) jest bezlistny.
KwiatyZebrane w koszyczek wyrastający pojedynczo na szczycie pędu. Listki okrywy lancetowate i zaostrzone. Dno koszyczków pokryte łuseczkami. Koszyczek o średnicy 14–16 mm. Kwiaty zewnętrzne sterylne lub czasem ich brak. Korony kwiatów purpurowe do różowych.
OwoceJajowate, czasem nieco spłaszczone niełupki z czterema żebrami. Puch kielichowy w postaci gładkich lub nieco szorstkich ości, u dołu zrośniętych w okazały pierścień z długimi włoskami po stronie wewnętrznej.

## Systematyka
Gatunek z monotypowego rodzaju Tyrimnus (Cass.) Bosc z rodziny astrowatych z podrodziny Carduoideae, plemienia Cardueae Cass. i podplemienia Carduinae (Cass.) Dumort. (1827).